# U–530
Az U–530 tengeralattjárót a német haditengerészet rendelte a hamburgi Deutsche Werft AG-től 1940. augusztus 15-én. A hajót 1942. október 14-én állították szolgálatba. Hét harci küldetése volt, amelynek során két hajót süllyesztett el.

## Pályafutása
Az U–530 első útjára 1943. február 20-án futott ki Kielből Kurt Lange kapitány irányításával. Írországtól északnyugatra, Grönlandtól délkeletre vadászott. Március 9-én a tengeralattjáró rábukkant a Milos nevű svéd hajóra, amely általános rakományt, közte acélt és fűrészárut szállított. A hajó leszakadt az SC–121-es konvojról, így könnyű préda volt az U–530-nak, amely három torpedót lőtt ki rá. A hajó fedélzetén tartózkodó harminc ember vízbe veszett.
A tengeralattjáró április 5-én megtámadta a Sunoil nevű amerikai tankert, amely motorhiba miatt leszakadt a HX–231-es konvojtól. A hajót korábban az U–563 már eltalálta, de a tengeralattjárót a tanker fegyveres őrsége elűzte. Az U–530 három torpedót lőtt a hajóra, de csak egy talált, majd később újabb két torpedóval adta meg a kegyelemdöfést a tankernek, amely 102 ezer hordó üzemanyagot szállított a brit haditengerészetnek. A Sunoil legénységének és fegyveres őrségének valamennyi tagja, 69 ember meghalt. A helyszínre érkező HMS Vidette romboló hiába kereste a tengeralattjárót.
A tengeralattjáró második útján a Kanári-szigetektől nyugatra, ötödik útján pedig a Karib-tengeren cserkészett szövetséges hajók után. December 26-án megtámadta a kíséret nélkül haladó Chapultepec tankert. A torpedótalálat után a sérült hajónak sikerült elszöknie a tengeralattjáró elől. Az U–530 hatodik harci küldetésének célja Dél-Amerika északi partja volt, ahol azonban nem süllyesztett el egy hajót sem. Utolsó járőrszolgálatára a norvégiai Hortenből futott ki 1945. március 3-án, alig két hónappal a német kapituláció előtt. Július 10-én megadta magát az argentin haditengerészetnek Mar del Platánál.

## Kapitányok
| Név             | Kezdőnap          | Zárónap          |
| --------------- | ----------------- | ---------------- |
| Kurt Lanfe      | 1942. október 14. | 1945. január     |
| Günther Pfeffer | 1944. augusztus   | 1944. november   |
| Otto Wermuth    | 1945. január      | 1945. július 10. |

## Őrjáratok
| Indulás    | Indulónap            | Érkezés       | Zárónap              |
| ---------- | -------------------- | ------------- | -------------------- |
| Kiel       | 1943. február 20.    | Lorient       | 1943. április 22.    |
| Lorient    | 1943. május 29.      | Bordeaux      | 1943. szeptember 21. |
| La Pallice | 1943. szeptember 27. | La Pallice    | 1943. szeptember 29. |
| La Pallice | 1943. október 3.     | La Pallice    | 1943. október 5.     |
| La Pallice | 1943. október 17.    | Lorient       | 1944. február 22.    |
| Lorient    | 1944. május 22.      | Flensburg     | 1944. október 4.     |
| Horten     | 1945. március 3.     | Mar del Plata | 1945. július 10.     |

## Elsüllyesztett és megrongált hajók
| Dátum              | Hajó neve    | Nemzetisége      | Brt    | Konvoj |
| ------------------ | ------------ | ---------------- | ------ | ------ |
| 1943. március 9.   | Milos        | Svédország       | 3058   | SC–121 |
| 1943. április 5.   | Sunoil       | Egyesült Államok | 9005   | HX–231 |
| 1943. december 26. | Chapultepec* | Egyesült Államok | 10 195 | HX–231 |

* A hajó nem süllyedt el, csak megrongálódott